# Ludwig von Geldern
Heinrich Ludwig von Geldern (* 24. April 1834 in Ebersdorf; † 14. Januar 1892 in Trier) war ein preußischer Landrat des Kreises Stuhm (1867 bis 1872) und nachfolgend bis 1883 des Kreises Saarbrücken.

## Leben
Der Protestant Ludwig von Geldern entstammt einer dem alten reußischen Adel angehörenden Familie, deren Adelsdiplom am 19. Mai 1816 in Greiz erneuert wurde. Seine Eltern waren der Fürstlich Reuß j.L. Wirkliche Geheime Rat und Staatsminister Eduard Heinrich von Geldern und dessen Ehefrau Agnes Sidonie von Geldern, geborene Fritz. Nach dem Besuch des Gymnasiums Ritterakademie Brandenburg nahm er ein 1852 Studium der Rechtswissenschaften an der Universität in Halle auf. Dort wurde von Geldern am 12. Mai 1852 Mitglied der Verbindung Neoborussia Halle  und trat dem Coburger Landsmannschafter-Convent bei. Mit Band (ehrenhaft) entlassen setzte er seine Studien in Berlin und Bonn fort. Nach Abschluss seiner Hochschuljahre im Jahr 1855 trat er zur weiteren juristischen Ausbildung am 19. Juni 1855 als Auskultator bei dem Appellationsgericht Erfurt ein. Mit Beendigung des Referendariats am 19. April 1858 zum Gerichtsreferendar ernannt, wurde von Geldern am 17. Juni zunächst aus dem preußischen Justizdienst entlassen und trat am 22. Juni unter Ernennung zum Regierungsreferendar in den Dienst der Königlich Preußischen Regierung in Magdeburg. Mit Ablegung des Assessorexamens am 30. Dezember 1863, wechselte von Geldern von Magdeburg an das Landratsamt Beuthen und im Weiteren in gleicher Stellung zum 22. März 1864 an die Regierung in Oppeln und zum 29. Dezember 1865 nach Frankfurt (Oder).
Während seiner Beschäftigung in Frankfurt (Oder) 1866 als Freiwilliger am Deutschen Krieg teilnehmend, wurde von Geldern im November 1869 vertretungsweise die Leitung des im Bereich des Regierungspräsidium Frankfurt liegenden Kreises Sorau übertragen, bevor er zum 5. April 1867 und zunächst kommissarisch die Verwaltung des zum Regierungsbezirk Marienwerder gehörigen, westpreußischen Kreises Stuhm übernahm. Von Geldern blieb nach der definitiven Ernennung zum dortigen Landrat am 4. Januar 1868 nur noch gut vier Jahre in Stuhm.
In der Nachfolge des am 20. September 1872 gestorbenen Saarbrücker Landrats Franz von Gaertner und dessen vertretungsweisen Nachfolger, Adolf Ulrich am 8. Oktober 1872 zum wiederum zunächst kommissarischen Landrat dort ernannt, trat Ludwig von Geldern am 6. März 1873 seinen Dienst an der Saar an. Auf die Präsentationswahl vom 23. September 1873 folgte am 22. Oktober die Bestallung als neuer Saarbrücker Landrat und am 19. November auch die formelle Amtseinführung. Zehn Jahre darauf wechselte Ludwig von Geldern unter Ernennung zum Oberregierungsrat an die Regierung in Trier, wo er als Dirigent der Abteilung für Kirchen- und Schulwesen sowie Stellvertreter des Regierungspräsidenten im Dienst starb.

## Familie
Ludwig von Geldern heiratete am 15. Juni 1868 in Breslau Cäcilie Wunderlich (geboren am 10. Februar 1849 in Trier; gestorben am 15. Oktober 1879 in Saarbrücken), eine Tochter des Landgerichtsassessors und späteren Konsistorialpräsidenten in Breslau, Oskar Wunderlich und dessen Ehefrau Caroline Catharina Ferdinande Christine Wunderlich geborene Viereck. Der Sohn Walther (1869–1931) wurde Min.-Rat und heiratete Anna Mourgues, Töchter Anna, Elisabeth und Gertraud, Söhne Walther und Siegfried. Ludwig von Geldern hatte einen Bruder, Georg Heinrich Maximilian von Geldern (1835–1901), er wurde Regierungsrat. Seine Enkel lebten in den USA.